# Ачуца
Ачуца (рум. Aciuța) — село у повіті Арад в Румунії. Входить до складу комуни Плешкуца.
Село розташоване на відстані 351 км на північний захід від Бухареста, 88 км на схід від Арада, 103 км на південний захід від Клуж-Напоки, 111 км на північний схід від Тімішоари.

## Населення
За даними перепису населення 2002 року у селі проживали 255 осіб. Рідною мовою 254 особи (99,6%) назвали румунську.
Національний склад населення села:
| Національність | Кількість осіб | Відсоток |
| -------------- | -------------- | -------- |
| румуни         | 198            | 77,6%    |
| цигани         | 57             | 22,4%    |